# کوه دیاتوتو
کوه دیاتوتو (به لاتین: Mount Diatuto) یک کوه در تیمور شرقی است که در Manatuto District, East Timor واقع شده‌است. کوه دیاتوتو ۱٬۷۷۰ متر بالاتر از سطح دریا واقع شده‌است.